# Phước Long (huyện cũ)
Phước Long là một huyện cũ thuộc tỉnh Bình Phước, Việt Nam, tồn tại từ năm 1977 đến năm 2009.

## Địa lý
Huyện Phước Long nằm ở phía đông bắc tỉnh Bình Phước, có vị trí địa lý:
- Phía đông giáp huyện Bù Đăng
- Phía đông bắc giáp tỉnh Đắk Nông
- Phía tây giáp huyện Lộc Ninh và huyện Bình Long
- Phía nam huyện Đồng Phú
- Phía bắc giáp Campuchia
- Phía tây bắc giáp huyện Bù Đốp.

Trước khi giải thể vào năm 2009, huyện Phước Long có diện tích 1.854,97 km² (là huyện có diện tích lớn nhất tỉnh Bình Phước khi đó), dân số là 197.986 người, mật độ dân số đạt 107 người/km².

## Hành chính
Huyện Phước Long có 23 đơn vị hành chính trực thuộc, bao gồm 2 thị trấn: Thác Mơ (huyện lỵ) và Phước Bình và 21 xã: Đắk Ơ, Bù Gia Mập, Bình Thắng, Đức Hạnh, Phú Văn, Phú Nghĩa, Đa Kia, Phước Minh, Bình Tân, Bình Sơn, Long Bình, Sơn Giang, Long Giang, Phước Tín, Phước Tân, Long Hưng, Bù Nho, Long Hà, Phú Riềng, Phú Trung, Long Tân.

## Lịch sử
Huyện Phước Long được thành lập trên cơ sở sáp nhập 3 huyện Bù Đốp, Phước Bình và Bù Đăng theo Quyết định số 55-CP ngày 11 tháng 3 năm 1977 của Hội đồng Chính phủ. Khi mới thành lập, huyện thuộc tỉnh Sông Bé.
Khi hợp nhất, huyện Phước Long bao gồm 19 xã: Bù Nho, Bù Tam, Đa Kia, Đắk Nhau, Đắk Ơ, Đoàn Kết, Đồng Nai, Đức Hạnh, Hưng Phước, Minh Hưng, Nghĩa Trung, Phước Bình, Phước Tín, Sơn Giang, Tân Hòa, Tân Tiến, Thiện Hưng, Thọ Sơn và Thống Nhất.
Ngày 9 tháng 2 năm 1978, tách 5 xã: Thiện Hưng, Hưng Phước, Tân Hòa, Tân Tiến và Bù Tam cùng với một phần địa giới hành chính huyện Bình Long để tái lập huyện Lộc Ninh.
Ngày 19 tháng 9 năm 1980, chia xã Đa Kia thành 2 xã: Đa Kia và Bình Thắng; chia xã Bù Nho thành 2 xã: Bù Nho và Long Hưng.
Ngày 29 tháng 12 năm 1981, chuyển xã Đồng Nai về huyện Đạ Huoai, tỉnh Lâm Đồng quản lý (nay tương ứng với địa bàn huyện Cát Tiên).
Ngày 19 tháng 4 năm 1986, thành lập xã Đồng Nai trên cơ sở 8.500 hécta diện tích tự nhiên của xã Thọ Sơn và 3.000 hécta diện tích tự nhiên của xã Đoàn Kết.
Ngày 4 tháng 7 năm 1988, chuyển xã Phú Riềng thuộc huyện Đồng Phú về huyện Phước Long quản lý; tách 7 xã: Đắk Nhau, Đồng Nai, Minh Hưng, Nghĩa Trung, Đoàn Kết, Thống Nhất và Thọ Sơn để tái lập huyện Bù Đăng. Huyện còn lại 10 xã: Bình Thắng, Bù Nho, Đa Kia, Đắk Ơ, Đức Hạnh, Long Hưng, Phú Riềng, Phước Bình, Phước Tín và Sơn Giang.
Năm 1990, chia xã Long Hưng thành 2 xã: Long Hưng và Long Hà.
Ngày 29 tháng 8 năm 1994, Chính phủ ban hành Nghị định 109-CP. Theo đó: 
- Chia xã Sơn Giang thành xã Sơn Giang và thị trấn Thác Mơ
- Chia xã Phước Bình thành thị trấn Phước Bình và xã Bình Phước
- Chia xã Long Hà thành 2 xã: Long Hà và Long Tân.

Ngày 6 tháng 11 năm 1996, huyện Phước Long thuộc tỉnh Bình Phước mới được tái lập.
Ngày 26 tháng 12 năm 1997, thành lập xã Bù Gia Mập trên cơ sở 23.276 ha diện tích tự nhiên và 4.001 người của xã Đắk Ơ.
Ngày 18 tháng 3 năm 1998, Chính phủ ban hành Nghị định 16/1998/NĐ-CP. Theo đó: 
- Thành lập xã Phú Trung trên cơ sở 5.000 ha diện tích tự nhiên và 4.170 người của xã Phú Riềng
- Thành lập xã Long Bình trên cơ sở 4.100 ha diện tích tự nhiên và 2.129 người của xã Bình Thắng, 2.250 ha diện tích tự nhiên và 2.782 người của xã Long Hưng.

Ngày 5 tháng 4 năm 2002, thành lập xã Phú Nghĩa trên cơ sở 14.501 ha diện tích tự nhiên và 7.455 người của xã Đức Hạnh.
Ngày 28 tháng 3 năm 2007, Chính phủ ban hành Nghị định 49/2007/NĐ-CP. Theo đó:
- Chia xã Bình Phước thành 2 xã: Bình Sơn và Bình Tân
- Thành lập xã Phú Văn trên cơ sở điều chỉnh 8.830 ha diện tích tự nhiên và 6.904 người của xã Đức Hạnh.

Ngày 1 tháng 3 năm 2008, thành lập xã Phước Minh trên cơ sở điều chỉnh 6.532,71 ha diện tích tự nhiên và 7.430 người của xã Đa Kia.
Từ đó, huyện Phước Long bao gồm 2 thị trấn: Thác Mơ, Phước Bình và 19 xã: Bình Sơn, Bình Tân, Bình Thắng, Bù Gia Mập, Bù Nho, Đa Kia, Đắk Ơ, Đức Hạnh, Long Bình, Long Hà, Long Hưng, Long Tân, Phú Nghĩa, Phú Riềng, Phú Trung, Phú Văn, Phước Minh, Phước Tín, Sơn Giang.
Ngày 11 tháng 8 năm 2009, Chính phủ ban hành Nghị quyết số 35/NQ-CP. Theo đó:
- Thành lập xã Phước Tân trên cơ sở điều chỉnh 12.262,02 ha diện tích tự nhiên và 6.752 người của xã Phước Tín.
- Thành lập xã Long Giang trên cơ sở điều chỉnh 980,84 ha diện tích tự nhiên và 3.097 người của xã Sơn Giang; 1.236,73 ha diện tích tự nhiên và 1.406 người của xã Bình Sơn.
- Thành lập thị xã Phước Long trên cơ sở toàn bộ diện tích và dân số của 2 thị trấn: Thác Mơ, Phước Bình và 3 xã: Sơn Giang, Long Giang, Phước Tín; 540,17 ha diện tích tự nhiên và 3.803 người của xã Bình Sơn; 423,67 ha diện tích tự nhiên và 2.542 người của xã Bình Tân thuộc huyện Phước Long.

Sau khi điều chỉnh địa giới hành chính, huyện Phước Long còn lại 173.612,94 ha diện tích tự nhiên, 147.967 người với 18 xã trực thuộc và được đổi tên thành huyện Bù Gia Mập.
Ngày 15 tháng 5 năm 2015, huyện Bù Gia Mập lại được chia thành 2 huyện: Bù Gia Mập và Phú Riềng.